# スペースX CRS-20
Spx-20としても知られるスペースX CRS-20は、2020年3月7日に打ち上げられた国際宇宙ステーションへの商業補給サービス（CRS）ミッション。このミッションはNASAとの契約に基づき、スペースXがドラゴンを使用して実施した。このミッションはスペースXのドラゴン1の最後のフライトであり、NASAは商業補給サービス（CRS-1）の契約を延長した。
NASAによれば、CRS-1契約下でのスペースXによる20回のミッションでは、総計で43,000 kg (95,000 lb)以上の貨物を国際宇宙ステーションに輸送し、33,000 kg (73,000 lb)の機材と検体を地球に持ち帰った。
ドラゴン2を使用する第2契約（CRS-2）は2016年1月に締結され、2020年12月のスペースX CRS-21から開始された。
CRS-20で使用されたドラゴンカプセルC112は、これ以前にCRS-10およびCRS-16で2回ISSへ飛行していた。
ドラゴンカプセルは2020年3月9日の10:25 UTCにISSに到着し、ステーションのカナダアーム2ロボットアームで捕捉されたが、これがドラゴンカプセルのカナダアームによる最後の捕捉となった。ドラゴン1にかわるカーゴドラゴン2宇宙船は宇宙ステーションに直接ドッキングする。
第1段のブースターB1059はこれ以前にCRS-19ミッションでも使用された。

## 打ち上げスケジュールの履歴
2016年2月、NASAがスペースXとCRS-16からCRS-20までの5回のCRS追加ミッションの契約延長を行ったことが発表された。2016年6月のNASA監察官報告書では、CRS-20は2019年に予定されていたが、2019年6月までに打ち上げは2020年3月に延期されていた。

## 積荷
NASAはスペースXとCRS-20の契約を結び、一次的な積荷、打ち上げ日時およびドラゴン宇宙カプセルの軌道要素を決定した。
CRS-20ミッションでは1,977 kg (4,359 lb)の物資をISSに輸送した。
- 科学調査： 960 kg (2,120 lb)
- 船体ハードウェア： 219 kg (483 lb)
- 乗組員補給品 273 kg (602 lb)
- 船外活動装備： 56 kg (123 lb)
- コンピューター資材： 1 kg (2.2 lb)
- 非与圧貨物： バルトロメオ・プラットフォーム 468 kg (1,032 lb)

バルトロメオ（探検家クリストファー・コロンブスの弟にちなむ）は、エアバス・ディフェンス・アンド・スペースが開発してドイツで組み立てられ、欧州宇宙機関が運用する外部ペイロード・プラットフォーム。バルトロメオは12のペイロードスロットに電力とデータ伝送を提供する、ISSに設置された初めての船外商用研究プラットフォームである。
バルトロメオとともに、このミッションでは微小重力環境が幹細胞、腸疾患、化学反応に与える影響を研究する生化学研究調査を含む1トン近い科学実験資機材を輸送した。バルトロメオ・プラットフォームはドラゴンのトランク部からロボットアームで取り出され、ISSの外側に2020年4月2日に設置された。バルトロメオ施設を起動するために電力線と通信線を設置するための船外活動は後で行われることになった。当初、船外活動は2020年4月中旬に行われる予定だったが、2020年8月までステーションの乗員の最小定員である6名とならなかった。稼働すると、コロンバスには、さまざまな材料科学、地球観測、宇宙科学機器を収容するための新しい屋外デッキが備わった。
相互運用無線システム（IORS）は、ISS上のARISS次世代無線システムの基礎的な要素。ARISSハードウェアチームによって合計4個のフライトユニットと、10個の全体ユニットが構築されている。CRS-20で輸送された最初のIORS無線システムは、2020年9月2日に第63次長期滞在の指揮官クリス・キャシディによってコロンバスモジュールに設置された。システムの起動は、2020年9月2日 01:02 UTCにARISS管制ステーションおよび地上のアマチュア無線家によって初めて確認された。新しい無線システムの初期の運用はFMクロスバンド・リピーターとして始められた。
2基目のIORSフライトユニットはロシアのサービスモジュールに設置するために2020年末の貨物飛行で輸送された。
ISS国立研究所：ドラゴン宇宙船には宇宙ステーションの研究施設や生命維持システムのスペアパーツや交換用ハードウェアも搭載されていた。その中には、人間の排せつ物を飲料水へと変換するステーションの尿処理システムのアップグレードハードウェアも含まれていた。新しいコンポーネントによって、NASAのチームはより長持ちする生命維持装置が必要となる将来の月や火星へのミッションに先行して、尿処理システムの蒸留アセンブリの寿命を延長するべく設計された変更部分の試験を行うことが可能となる。

## ギャラリー
スペースX CRS-20
- 打ち上げパッド上のCRS-20
- CRS-20の打ち上げ
- ドラゴンのトランクから取り出されるバルトロメオ

## External links
- NASA
- ドラゴン宇宙船についてのスペースXの公式ページ
- Amateur Radio on the ISS (ARISS)
- Bartolomeo Platform – Airbus
- Bartolomeo contract

日本語
- 宇宙情報センター - JAXA

英語
- NASA - NASA
- www.astronautix.com
- NASA SpaceFlight.com
- 宇宙カレンダー (NASA JPL)
- www.spacearchive.info
- www.spaceflightnow.com
- Хроника освоения космоса （ロシア）